# Diecezja Galloway
Diecezja Galloway – diecezja Kościoła rzymskokatolickiego w Szkocji, w metropolii Saint Andrews i Edynburga. Powstała w roku 1878, zaś obecne granice uzyskała w 1947 roku. Jej nazwa pochodzi od diecezji istniejącej w Szkocji jeszcze przed okresem reformacji. Siedzibą biskupa jest Ayr.